# Nordstadt (Minden)
Nordstadt ist ein zu Minden, Nordrhein-Westfalen gehörender Stadtteil.

## Geographie
Der Stadtteil Nordstadt liegt nördlich der Mindener Innenstadt. Im Osten grenzt er an die Weser (gegenüber liegen die Stadtteile Rechtes Weserufer und Leteln-Aminghausen), im Norden an die Stadtteile Todtenhausen und Kutenhausen, im Westen an Minderheide und Bärenkämpen und im Süden an die Innenstadt. Die südliche Grenze bildet der Mittellandkanal.

## Verkehr
Die Bundesstraße 61 durchzieht den Stadtteil in Nord-Süd-Richtung.
Im südlichen Teil des Stadtteils verläuft eine Eisenbahnstrecke der Mindener Kreisbahnen GmbH (MKB) die auch von der Museums-Eisenbahn Minden befahren wird. Der Bahnhof Minden-Oberstadt wird von der Museumseisenbahn genutzt.

## Sehenswürdigkeiten
Als besondere Sehenswürdigkeit ist das Wasserstraßenkreuz Minden mit seinen zwei Schleusen, die Schachtschleuse Minden und die Weserschleuse Minden zu nennen.
Außerdem ist der parkähnliche Nordfriedhof sehenswert.